# Khodābandeh (ort i Iran)
Khodābandeh (persiska: خدابنده) är en ort i Iran.   Den ligger i provinsen Khorasan, i den nordöstra delen av landet, 700 km öster om huvudstaden Teheran. Khodābandeh ligger 1 349 meter över havet och antalet invånare är 194.
Terrängen runt Khodābandeh är kuperad söderut, men norrut är den platt. Runt Khodābandeh är det ganska glesbefolkat, med 25 invånare per kvadratkilometer. Närmaste större samhälle är Torbat-e Ḩeydarīyeh, 5,2 km nordväst om Khodābandeh. Omgivningarna runt Khodābandeh är i huvudsak ett öppet busklandskap.